# Listă de comunități neîncorporate din statul Florida

Harta densității populației statului
din SUA.

- Această pagină este o listă de zone de localități neîncorporate (în engleză unincorporated communities) din statul Florida.

În statul Florida, ca oriunde în Statele Unite localitățile neîncorporate (conform, unincorporated communities) nu sunt nici municipalități și nici localități încorporate.
- Vedeți și Listă de municipalități din statul Florida.
  - Vedeți și Listă de orașe din statul Florida.
  - Vedeți și Listă de târguri din statul Florida.
  - Vedeți și Listă de sate din statul Florida.

respectiv
- Vedeți și Listă de comitate din statul Florida.
- Vedeți și Listă de locuri desemnate pentru recensământ din statul Florida.
- Vedeți și Listă de localități din statul Florida.
- Vedeți și Listă de localități dispărute din statul Florida.
- Vedeți și Listă de rezervații amerindiene din statul Florida.

## C
- Crawfordville, comitatul Wakulla

## G
- Grayton Beach, comitatul Walton

## H
- Hilliardville, comitatul Wakulla
- Holmes Valley, comitatul Washington

## L
- Lakewood, comitatul Walton

## M
- Medart, comitatul Wakulla

## N
- Newport, comitatul Monroe
- Newport, comitatul Wakulla

## P
- Panacea, comitatul Wakulla

## R
- Rosemary Beach, comitatul Walton

## S
- Sandestin, comitatul Walton
- Santa Rosa Beach, comitatul Walton
- Seaside, comitatul Walton
- Shadeville, comitatul Wakulla
- Shell Point, comitatul Wakulla

## W
- Wakulla Beach, comitatul Wakulla

## Alte legături interne
- Categorie:Liste de comitate din Statele Unite ale Americii după stat
- Categorie:Liste de orașe din Statele Unite după stat
- Categorie:Liste de târguri din Statele Unite după stat
- Categorie:Liste de districte civile din Statele Unite după stat
- Categorie:Liste de sate din Statele Unite după stat
- Categorie:Liste de comunități neîncorporate din Statele Unite după stat
- Categorie:Liste de localități dispărute din Statele Unite după stat
- Categorie:Liste de comunități desemnate pentru recensământ din Statele Unite după stat
- Categorie:Liste de rezervații amerindiene din Statele Unite după stat
- Categorie:Liste de zone de teritoriu neorganizat din Statele Unite după stat

respectiv
- Statul Florida
- Liste de orașe din Statele Unite după stat
- Liste de orașe din Statele Unite
- Categorie:Orașe din Statele Unite ale Americii